# Donnchad Ua Cerbaill
Donnchad Ua Cerbaill o Donnchadh Ó Cearbhaill, rey de Airgíalla, fl. 1130s-1168.
Ua Cerbaill fue un partidario de movimiento irlandés de reforma de la Iglesia en el siglo XI. Era un colaborador cercano de Malaquías de Armagh, y fundó junto a él Mellifont Abbey, la primera abadía Cisterciense construida en Irlanda. Fue también responsable de las fundaciones de los Arrouasianos en Louth, Knock Abbey y Termonfeckin. 
Fue decisivo en el derrocamiento de Muirchertach MacLochlainn, Rey Supremo de Irlanda, quien en violación por la ruptura de un juramento había cegado al hijo adoptivo de Donnchad, Eochaid Mac Duinn Sléibe rey de Ulaid en 1166. Después situó a Áed en Macáem Tóinlesc en el trono de Tír Eoghain.
Era medio hermano de Tighearnán Ua Ruairc, Rey de Bréifne.
Ua Cerbhaill fue un exitoso político exitoso tanto a nivel regional como local. Sus fundaciones religiosas muestran su éxito en ligar los intereses de los movimientos reformistas a los suyos propios, facilitando la consolidación de sus conquistas. Separando el dominio de los sitios religiosos de los jefes locales, minó su uso como base de poder para futuros opositores y creó una intrincada red de intereses entre las órdenes religiosas para mantener el statu quo. Fue capaz de anexionar el sub-reino de Ulaid de Conaille Muirtheimne, y el sub-reino de Midhe de Fir Arda Ciannachta, la base del moderno Condado de Louth, durante el inestable periodo de "Reyes Supremos con oposición" en el que ejércitos provinciales atravesaron repetidamente el área, Midhe fue dividido en varias ocasiones, y los cambios de reyes eran frecuentes. Como reflejo de esta situación, entre c. 1140 a c. 1190, el condado Louth fue transferido de la sede de Armagh a la de Clogher. Durante este periodo el Obispo de Clogher (frecuentemente 'Obispo de Airgíalla' en las crónicas) utilizó el título de Obispo de Louth. Este cambio refleja el desplazamiento del poder de Ua Cerbhaill Uí Chremthainn al sur dentro del reino de Airgíalla desde la época del Sínodo de Ráth Breasail en 1111 hasta los años 1130 cuando Ua Cerbaill estableció su base de poder en Fernmag y alrededor del poblamiento de Louth. Este cambio se vio acelerado por la expansión de los Cenél Fearadhaigh Theas, un poderoso grupo de Cenél nEoghain al Valle de Clogher. El título de Obispo de Clogher fue recuperado después de 1193, cuando el Condado Louth fue restaurado a la sede de Armagh. Por aquel tiempo los Ua Cerbhaill habían sido eclipsados y el Condado Louth u Oriel 'inglés' había sido absorbido por la colonia normanda.